# 被殻
被殻（ひかく、羅: 英: 独: 仏:  西: Putamen）は、脳の中央部に存在する脳構造で、尾状核と共に背側線条体を形成している。
被殻は大脳基底核の一部で、レンズ核の最外部を形成している。

## 機能
被殻は強化学習に役割を持っていると見られている。

## 投射
運動野と体性感覚野、視床の髄板内核、及び黒質から、被殻への投射が存在する。
被殻からは淡蒼球と視床を介して、皮質の運動前野と補足運動野への投射が存在する。 

## 参考画像

被殻の位置を様々な角度から眺めた動画。赤色で示す領域が被殻。（画像出典：Anatomography）
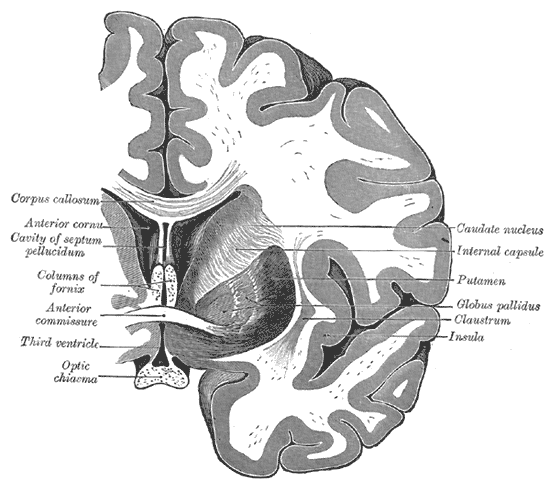
前交連を通るように脳を冠状断した図。被殻は右側中央にラベルされている。
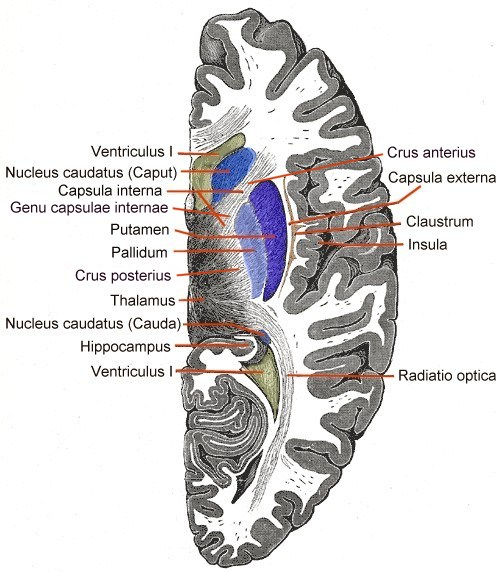
右大脳半球の水平断
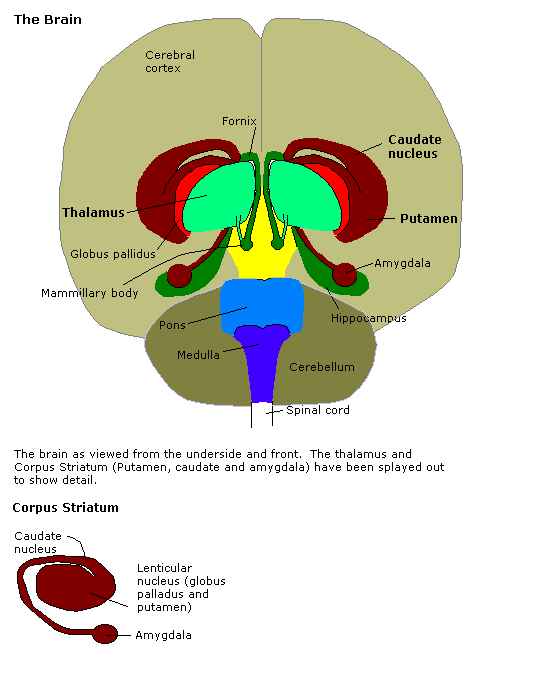
脳
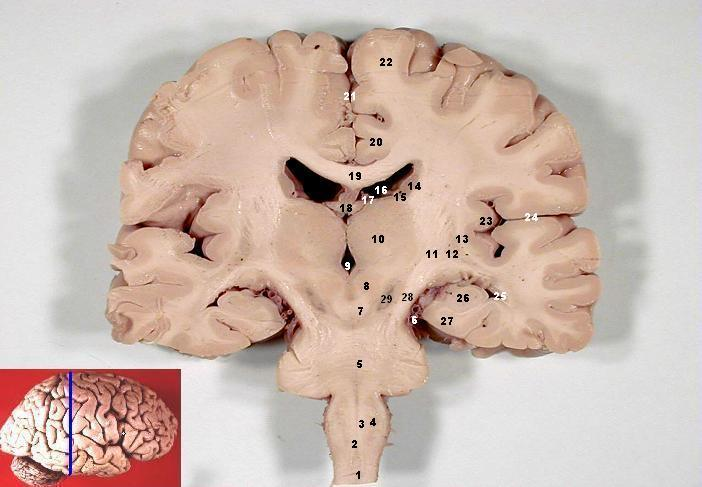
ヒトの前頭の冠状断